# كأس آسيا 2011

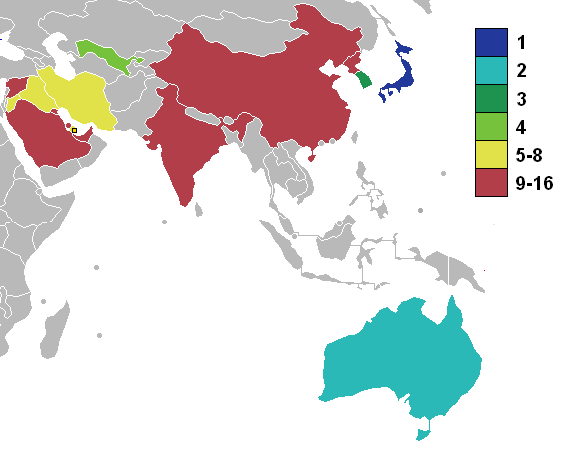
نتائج كأس آسيا 2011.

كانت كأس آسيا لعام 2011 هي الطبعة الرابعة من كأس آسيا للرجال، وهي دورة لكرة القدم الدولية التي تعقد كل أربع سنوات، والتي نظمها الاتحاد الآسيوي لكرة القدم. وقد عُقدت هذه المرحلة النهائية في قطر في الفترة من 7 إلى 29 يناير 2011. وكانت هذه هي المرة الخامسة عشرة التي تعقد فيها الدورة، وهي المرة الثانية التي تستضيفها قطر، والأخرى هي كأس آسيا 1988. فازت اليابان بالكأس بعد الفوز 1–0 ضد أستراليا، واكتسبت الحق في التنافس في كأس القارات 2013 في البرازيل كممثل للاتحاد الآسيوي لكرة القدم.
جمهور العرض التلفزيوني البالغ عددهم 484 مليون نسمة في 80 بلدًا في جميع أنحاء منطقة آسيا والمحيط الهادئ، وأوروبا، وأمريكا الشمالية، وشمال إفريقيا شهدوا على اليابان هزمها أستراليا 1–0 في النهائي.

## تحديد المضيف
| نتائج التصويت | نتائج التصويت |
| البلد         | الأصوات       |
| ------------- | ------------- |
| قطر           | 6             |
| إيران         | 3             |
| الهند         | 1             |
| مجموع الأصوات | 10            |

أعربت كل من قطر والهند وإيران عن اهتمامها باستضافة بطولة كأس آسيا 2011، بينما نظرت أستراليا أيضاً في تقديم عطاء متأخر.
وقدمت قطر رسميًا طلبها في 19 يونيو 2006، في حين سحبت الهند اهتمامها ولم تقدم إيران وثائق صحيحة لتقديم عطاءاتها في الموعد المحدد.

أُعلنت قطر بوصفها دولة مضيفة في 29 يوليو 2007، أثناء كأس آسيا 2007 في جاكرتا، إندونيسيا. بسبب لوائح الاتحاد الدولي لكرة القدم التي تنص على أنه يمكن استضافة أحداث الاتحاد إما في يناير أو يوليو، ويوليو هو في ذروة حرارة الصيف في الشرق الأوسط، فقد جرت كأس آسيا 2011 في يناير من ذلك العام.

## التصفيات
الأفرقة التي انتهت في المركز الأول، والثاني، والثالث في كأس آسيا 2007، والبلد المضيف لمسابقة عام 2011، حصلت على اعفاء آلي إلى النهائيات. وقد انضم إليهم أفضل اثنين في كل من المجموعات المؤهلة الخمس. عملت كأس التحدي بوصفها مسابقة تأهيل أخرى للبلدان المؤهلة ضمن الفئة الناشئة والنامية من الرابطات الأعضاء. كان الفائزون في مسابقات كأس التحدي في عامي 2008 و2010 مؤهلين تلقائيًا لمسابقة كأس آسيا 2011. وكان الفائزان هما الهند وكوريا الشمالية. وكانت هذه هي المرة الأولى التي تلعب الهند في كأس آسيا منذ عام 1984، وكوريا الشمالية منذ عام 1992.
وكان اليوم الأخير للتصفيات هو 3 مارس 2010.

### قائمة بالفرق المتأهلة

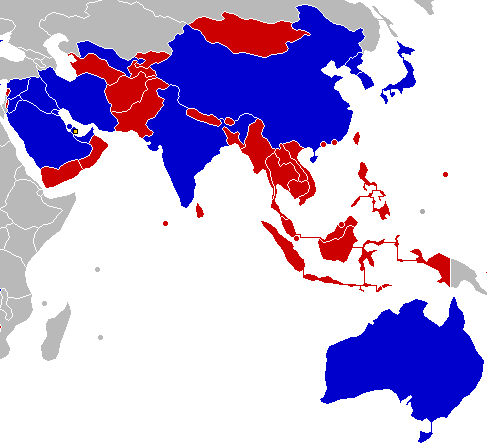
الوضع النهائي للتأهيل
فريق مؤهل لكأس آسيا
فشل الفريق في التأهل

| البلد                    | سبب التأهل                  | تاريخ تأمين التأهل | الظهور السابق في الدورة1، 2                                           |
| ------------------------ | --------------------------- | ------------------ | --------------------------------------------------------------------- |
| قطر                      | البلد المضيف                | 29 يوليو 2007      | 7 (1980، 1984، 1988، 1992، 2000، 2004، 2007)                          |
| العراق                   | بطل كأس آسيا 2007           | 25 يوليو 2007      | 6 (1972، 1976، 1996، 2000، 2004، 2007)                                |
| السعودية                 | وصيف كأس آسيا 2007          | 25 يوليو 2007      | 7 (1984، 1988، 1992، 1996، 2000، 2004، 2007)                          |
| كوريا الجنوبية           | ثالث كأس آسيا 2007          | 28 يوليو 2007      | 11 (1956، 1960، 1964، 1972، 1980، 1984، 1988، 1996، 2000، 2004، 2007) |
| الهند                    | بطل كأس التحدي الآسيوي 2008 | 13 أغسطس 2008      | 2 (1964، 1984)                                                        |
| أوزبكستان                | ثاني المجموعة الثالثة       | 18 نوفمبر 2009     | 4 (1996، 2000، 2004، 2007)                                            |
| سوريا                    | أول المجموعة الرابعة        | 18 نوفمبر 2009     | 4 (1980، 1984، 1988، 1996)                                            |
| إيران                    | أول المجموعة الخامسة        | 6 يناير 2010       | 11 (1968، 1972، 1976، 1980، 1984، 1988، 1992، 1996، 2000، 2004، 2007) |
| الصين                    | ثاني المجموعة الرابعة       | 6 يناير 2010       | 9 (1976، 1980، 1984، 1988، 1992، 1996، 2000، 2004، 2007)              |
| اليابان                  | أول المجموعة الأولى         | 6 يناير 2010       | 6 (1988، 1992، 1996، 2000، 2004، 2007)                                |
| البحرين                  | ثاني المجموعة الأولى        | 6 يناير 2010       | 3 (1988، 2004، 2007)                                                  |
| الإمارات العربية المتحدة | أول المجموعة الثالثة        | 6 يناير 2010       | 7 (1980، 1984، 1988، 1992، 1996، 2004، 2007)                          |
| كوريا الشمالية           | بطل كأس التحدي الآسيوي 2010 | 27 فبراير 2010     | 2 (1980، 1992)                                                        |
| أستراليا                 | أول المجموعة الثانية        | 3 مارس 2010        | 1 (2007)                                                              |
| الكويت                   | ثاني المجموعة الثانية       | 3 مارس 2010        | 8 (1972، 1976، 1980، 1984، 1988، 1996، 2000، 2004)                    |
| الأردن                   | ثاني المجموعة الخامسة       | 3 مارس 2010        | 1 (2004)                                                              |

ملاحظات:
1 يشير الخط الداكن إلى بطل لذلك العام
2 يشير الخط المائل إلى المضيف

## القرعة
عقدت قرعة كأس آسيا 2011 في 23 أبريل 2010 في الدوحة، قطر. وفيما يتعلق بقطر، فقد تم إدراجها ضمن المجموعة العليا.

### التصنيف
أُعلن عن التصنيف في 22 أبريل 2010. وقد وضعت قطر تلقائيًا في المجموعة الأولى.
| وعاء 1 (المضيف ورؤوس المجموعات)          | وعاء 2                                 | وعاء 3                                              | وعاء 4                                  |
| ---------------------------------------- | -------------------------------------- | --------------------------------------------------- | --------------------------------------- |
| قطر · العراق · السعودية · كوريا الجنوبية | اليابان · أستراليا · إيران · أوزبكستان | الصين · الإمارات العربية المتحدة · البحرين · الأردن | سوريا · الكويت · الهند · كوريا الشمالية |

## الأماكن
وافق أعضاء اللجنة التنظيمية لكأس آسيا 2011 التابعة للاتحاد الآسيوي لكرة القدم على استخدام خمسة ملاعب لدورة عام 2011.
| الدوحة             | الريان                                 | الدوحة             |
| ------------------ | -------------------------------------- | ------------------ |
| استاد خليفة الدولي | ملعب أحمد بن علي                       | استاد ثاني بن جاسم |
| السعة: 40,000      | السعة: 21,282                          | السعة: 21,175      |
|                    |                                        |                    |
| الدوحة             | الدوحة الريان (قطر)كأس آسيا 2011 (قطر) | الدوحة             |
| ملعب سحيم بن حمد   | الدوحة الريان (قطر)كأس آسيا 2011 (قطر) | ملعب جاسم بن حمد   |
| السعة: 12,000      | الدوحة الريان (قطر)كأس آسيا 2011 (قطر) | السعة: 12,946      |
|                    | الدوحة الريان (قطر)كأس آسيا 2011 (قطر) |                    |

## كرة المباريات
كانت نايك توتال 90 تريسر هي كرة المباريات الرسمية لهذه الدورة.

## الحكام
اختير اثنا عشر حكمًا وأربعة وعشرون مساعدًا للدورة:
| الرقم | الحكم                | المساعدون              | المساعدون             |
| ----- | -------------------- | ---------------------- | --------------------- |
| 1     | بن ويليامز           | بنجامين ويلسون         | هاكان أناز            |
| 2     | يويتشي نيشيمورا      | تورو ساغارا            | توشييوكي ناغي         |
| 3     | كيم دونغ-جين         | جيونغ هاي-سانغ         | جانغ جون-مو           |
| 4     | صبح الدين محمد صالح  | مو يوشين               | محمد صبري بن مات داود |
| 5     | عبد الله الهلالي     | بهادر كوتشكاروف        | حمد المياحي           |
| 6     | عبد الرحمن عبدو      | محمد ضرمان             | حسن الذوادي           |
| 7     | محسن تركي            | حسن كمرانيفر           | رضا سخندان            |
| 8     | عبد الملك عبد البشير | جيفري غوه              | هاجا مايدين           |
| 9     | نواف شكر الله        | خالد العلان            | محمد جودت نحلاوي      |
| 10    | علي البدواوي         | صالح المرزوقي          | ياسر مراد             |
| 11    | رافشان إيرماتوف      | عبد الحميد الله رسولوف | رفائيل إلياسوف        |

الحكام الاحتياطيين
| البلد     | الحكام الاحتياطيين |
| --------- | ------------------ |
| إيران     | علي رضا فغاني      |
| أوزبكستان | فالنتين كوفالينكو  |
| قطر       | عبد الله بليدة     |

## التشكيلات
قدمت الفرقة النهائية المكونة من 23 لاعباً لكل بلد بحلول 28 ديسمبر 2010.

## مرحلة المجموعات
جميع الأوقات بالتوقيت العربي القياسي – ت ع م+03:00

### معايير التغلب على تساوي عدد النقاط بين الفرق
تصنف الفرق وفقًا للنقاط (3 نقاط للفوز، ونقطة واحدة للتعادل، و0 للخسارة)، وحسم تساوي عدد النقاط بالترتيب التالي:
1. عدد أكبر من النقاط التي تم الحصول عليها في مباريات المجموعة بين الفرق المعنية؛
2. فارق الأهداف الناتج عن مباريات المجموعة بين الفرق المعنية؛
3. عدد أكبر من الأهداف التي تم تسجيلها في مباريات المجموعة بين الفرق المعنية؛
4. فارق الأهداف في جميع مباريات المجموعة؛
5. عدد أكبر من الأهداف التي تم تسجيلها في جميع مباريات المجموعة؛
6. ركلات من علامة الجزاء إذا كان الأمر يتعلق بفريقين فقط، وهما موجودان في ميدان اللعب؛
7. عدد أقل من الدرجات المحسوبة وفقًا لعدد البطاقات الصفراء والبطاقات الحمراء الواردة في المجموعة؛ (نقطة واحدة لكل بطاقة صفراء، و3 نقاط لكل بطاقة حمراء نتيجة لبطاقتين صفراء، و3 نقاط لكل بطاقة حمراء مباشرة، و4 نقاط لكل بطاقة صفراء يتبعها بطاقة حمراء مباشرة)
8. إجراء قرعة.

### المجموعة الأولى
| م | الفريق        | لعب | ف | ت | خ | أ.له | أ.ع | أ.ف | نقاط | التأهل                       |
| - | ------------- | --- | - | - | - | ---- | --- | --- | ---- | ---------------------------- |
| 1 | أوزبكستان (A) | 3   | 2 | 1 | 0 | 6    | 3   | +3  | 7    | يتقدم إلى مرحلة خروج المغلوب |
| 2 | قطر (A)       | 3   | 2 | 0 | 1 | 5    | 2   | +3  | 6    | يتقدم إلى مرحلة خروج المغلوب |
| 3 | الصين (E)     | 3   | 1 | 1 | 1 | 4    | 4   | 0   | 4    |                              |
| 4 | الكويت (E)    | 3   | 0 | 0 | 3 | 1    | 7   | −6  | 0    |                              |

| قطر | 0–2 | أوزبكستان                 |
| --- | --- | ------------------------- |
|     |     | - أحمدوف 59' - جباروف 77' |

| الكويت | 0–2 | الصين                                 |
| ------ | --- | ------------------------------------- |
|        |     | - جانغ لينبينغ 58' - دينغ جوشيانغ 67' |

| أوزبكستان                  | 2–1 | الكويت               |
| -------------------------- | --- | -------------------- |
| - شاستكيخ 41' - جباروف 65' |     | - المطوع 49' (ركلة.) |

| الصين | 0–2 | قطر               |
| ----- | --- | ----------------- |
|       |     | - أحمد 27'، 45+1' |

| قطر                                      | 3–0 | الكويت |
| ---------------------------------------- | --- | ------ |
| - محمد 12' - السيد 16' - فابيو سيزار 86' |     |        |

| الصين                        | 2–2 | أوزبكستان                 |
| ---------------------------- | --- | ------------------------- |
| - يو هاي 6' - هاو جونمين 56' |     | - أحمدوف 30' - غينريخ 46' |

### المجموعة الثانية
| م | الفريق       | لعب | ف | ت | خ | أ.له | أ.ع | أ.ف | نقاط | التأهل                       |
| - | ------------ | --- | - | - | - | ---- | --- | --- | ---- | ---------------------------- |
| 1 | اليابان (A)  | 3   | 2 | 1 | 0 | 8    | 2   | +6  | 7    | يتقدم إلى مرحلة خروج المغلوب |
| 2 | الأردن (A)   | 3   | 2 | 1 | 0 | 4    | 2   | +2  | 7    | يتقدم إلى مرحلة خروج المغلوب |
| 3 | سوريا (E)    | 3   | 1 | 0 | 2 | 4    | 5   | −1  | 3    |                              |
| 4 | السعودية (E) | 3   | 0 | 0 | 3 | 1    | 8   | −7  | 0    |                              |

| اليابان        | 1–1 | الأردن           |
| -------------- | --- | ---------------- |
| - يوشيدا 90+2' |     | - عبد الفتاح 45' |

| السعودية     | 1–2 | سوريا             |
| ------------ | --- | ----------------- |
| - الجاسم 60' |     | - الحسين 38'، 63' |

| الأردن           | 1–0 | السعودية |
| ---------------- | --- | -------- |
| - عبد الرحمن 42' |     |          |

| سوريا                | 1–2 | اليابان                          |
| -------------------- | --- | -------------------------------- |
| - الخطيب 76' (ركلة.) |     | - هاسيبه 35' - هوندا 82' (ركلة.) |

| السعودية | 0–5 | اليابان                                  |
| -------- | --- | ---------------------------------------- |
|          |     | - أوكازاكي 8'، 13'، 80' - مايدا 19'، 51' |

| الأردن                          | 2–1 | سوريا      |
| ------------------------------- | --- | ---------- |
| - دياب 30' (هـ.ذ.) - الصيفي 59' |     | - زينو 15' |

### المجموعة الثالثة
| م | الفريق             | لعب | ف | ت | خ | أ.له | أ.ع | أ.ف | نقاط | التأهل                       |
| - | ------------------ | --- | - | - | - | ---- | --- | --- | ---- | ---------------------------- |
| 1 | أستراليا (A)       | 3   | 2 | 1 | 0 | 6    | 1   | +5  | 7    | يتقدم إلى مرحلة خروج المغلوب |
| 2 | كوريا الجنوبية (A) | 3   | 2 | 1 | 0 | 7    | 3   | +4  | 7    | يتقدم إلى مرحلة خروج المغلوب |
| 3 | البحرين (E)        | 3   | 1 | 0 | 2 | 6    | 5   | +1  | 3    |                              |
| 4 | الهند (E)          | 3   | 0 | 0 | 3 | 3    | 13  | −10 | 0    |                              |

| الهند | 0–4 | أستراليا                                   |
| ----- | --- | ------------------------------------------ |
|       |     | - كاهيل 11'، 65' - كيول 25' - هولمان 45+2' |

| كوريا الجنوبية         | 2–1 | البحرين            |
| ---------------------- | --- | ------------------ |
| - كو جا-تشيول 41'، 56' |     | - عايش 85' (ركلة.) |

| أستراليا     | 1–1 | كوريا الجنوبية    |
| ------------ | --- | ----------------- |
| - يديناك 62' |     | - كو جا-تشيول 24' |

| البحرين                                           | 5–2 | الهند                     |
| ------------------------------------------------- | --- | ------------------------- |
| - عايش 8' (ركلة.) - عبد اللطيف 16'، 19'، 35'، 77' |     | - غ. سينغ 9' - تشيتري 52' |

| كوريا الجنوبية                                             | 4–1 | الهند                |
| ---------------------------------------------------------- | --- | -------------------- |
| - جي دونغ-وون 6'، 23' - كو جا-تشيول 9' - سون هيونغ-مين 81' |     | - تشيتري 12' (ركلة.) |

| أستراليا     | 1–0 | البحرين |
| ------------ | --- | ------- |
| - يديناك 37' |     |         |

### المجموعة الرابعة
| م | الفريق                       | لعب | ف | ت | خ | أ.له | أ.ع | أ.ف | نقاط | التأهل                       |
| - | ---------------------------- | --- | - | - | - | ---- | --- | --- | ---- | ---------------------------- |
| 1 | إيران (A)                    | 3   | 3 | 0 | 0 | 6    | 1   | +5  | 9    | يتقدم إلى مرحلة خروج المغلوب |
| 2 | العراق (A)                   | 3   | 2 | 0 | 1 | 3    | 2   | +1  | 6    | يتقدم إلى مرحلة خروج المغلوب |
| 3 | كوريا الشمالية (E)           | 3   | 0 | 1 | 2 | 0    | 2   | −2  | 1    |                              |
| 4 | الإمارات العربية المتحدة (E) | 3   | 0 | 1 | 2 | 0    | 4   | −4  | 1    |                              |

| كوريا الشمالية | 0–0 | الإمارات العربية المتحدة |
| -------------- | --- | ------------------------ |
|                |     |                          |

| العراق      | 1–2 | إيران                   |
| ----------- | --- | ----------------------- |
| - محمود 13' |     | - رضائي 42' - مبعلي 84' |

| إيران           | 1–0 | كوريا الشمالية |
| --------------- | --- | -------------- |
| - أنصاريفرد 63' |     |                |

| الإمارات العربية المتحدة | 0–1 | العراق                  |
| ------------------------ | --- | ----------------------- |
|                          |     | - و. عباس 90+3' (هـ.ذ.) |

| العراق     | 1–0 | كوريا الشمالية |
| ---------- | --- | -------------- |
| - جاسم 22' |     |                |

| الإمارات العربية المتحدة | 0–3 | إيران                                             |
| ------------------------ | --- | ------------------------------------------------- |
|                          |     | - أفشين 67' - م. نوري 83' - و. عباس 90+3' (هـ.ذ.) |

## مرحلة خروج المغلوب
|  | ربع النهائي                   | ربع النهائي                   |                               |                | نصف النهائي   | نصف النهائي   |  |  | النهائي                     | النهائي |
|  |                               |                               |                               |                |               |               |  |  |                             |         |
|  | 21 يناير – استاد خليفة الدولي |                               |                               |                |               |               |  |  |                             |         |
|  |                               |                               |                               |                |               |               |  |  |                             |         |
|  | أوزبكستان                     | 2                             |                               |                |               |               |  |  |                             |         |
|  | أوزبكستان                     | 2                             | 25 يناير – استاد خليفة الدولي |                |               |               |  |  |                             |         |
|  | الأردن                        | 1                             |                               |                |               |               |  |  |                             |         |
|  | الأردن                        | 1                             | أوزبكستان                     | 0              |               |               |  |  |                             |         |
|  | 22 يناير – ملعب سحيم بن حمد   |                               | أوزبكستان                     | 0              |               |               |  |  |                             |         |
|  |                               | أستراليا                      | 6                             |                |               |               |  |  |                             |         |
|  | أستراليا (ب.و.إ.)             | أستراليا                      | 6                             | 1              |               |               |  |  |                             |         |
|  | أستراليا (ب.و.إ.)             |                               | 29 يناير – استاد خليفة الدولي | 1              |               |               |  |  |                             |         |
|  | العراق                        | 0                             |                               |                |               |               |  |  |                             |         |
|  | العراق                        | 0                             | أستراليا                      | 0              |               |               |  |  |                             |         |
|  | 21 يناير – استاد ثاني بن جاسم |                               | أستراليا                      | 0              |               |               |  |  |                             |         |
|  |                               | اليابان (ب.و.إ.)              | 0                             |                |               |               |  |  |                             |         |
|  | اليابان                       | اليابان (ب.و.إ.)              | 0                             | 3              |               |               |  |  |                             |         |
|  | اليابان                       | 25 يناير – استاد ثاني بن جاسم |                               | 3              |               |               |  |  |                             |         |
|  | قطر                           | 2                             |                               |                |               |               |  |  |                             |         |
|  | قطر                           | 2                             | اليابان (ركل.)                | 2 (3)          | المركز الثالث | المركز الثالث |  |  |                             |         |
|  | 22 يناير – ملعب جاسم بن حمد   |                               | اليابان (ركل.)                | 2 (3)          | المركز الثالث | المركز الثالث |  |  |                             |         |
|  |                               | كوريا الجنوبية                | 2 (0)                         |                |               |               |  |  |                             |         |
|  | إيران                         | كوريا الجنوبية                | 2 (0)                         | 0              | أوزبكستان     | 2             |  |  |                             |         |
|  | إيران                         |                               |                               | 0              | أوزبكستان     | 2             |  |  |                             |         |
|  | كوريا الجنوبية (ب.و.إ.)       | 1                             |                               | كوريا الجنوبية | 3             |               |  |  |                             |         |
|  | كوريا الجنوبية (ب.و.إ.)       | 1                             |                               |                | 3             |               |  |  |                             |         |
|  |                               |                               |                               |                |               |               |  |  | 28 يناير – ملعب جاسم بن حمد |         |
|  |                               |                               |                               |                |               |               |  |  |                             |         |

جميع الأوقات بالتوقيت العربي القياسي – ت ع م+03:00

### ربع النهائي
| اليابان                        | 3–2 | قطر                           |
| ------------------------------ | --- | ----------------------------- |
| - كاغاوا 29'، 71' - إينوها 89' |     | - سوريا 13' - فابيو سيزار 63' |

| أوزبكستان          | 2–1 | الأردن             |
| ------------------ | --- | ------------------ |
| - باكاييف 47'، 49' |     | - ب. بني ياسين 58' |

| أستراليا    | 1–0 (ب.و.إ.) | العراق |
| ----------- | ------------ | ------ |
| - كيول 118' |              |        |

| إيران | 0–1 (ب.و.إ.) | كوريا الجنوبية       |
| ----- | ------------ | -------------------- |
|       |              | - يون بيت-غارام 105' |

### نصف النهائي
| اليابان                   | 2–2 (ب.و.إ.) | كوريا الجنوبية                                   |
| ------------------------- | ------------ | ------------------------------------------------ |
| - مايدا 36' - هوسوغاي 97' |              | - كي سونغ-يوينغ 23' (ركلة.) - هوانغ جاي-وون 120' |

| أوزبكستان | 0–6 | أستراليا                                                                      |
| --------- | --- | ----------------------------------------------------------------------------- |
|           |     | - كيول 5' - أوغنينوفسكي 35' - كارني 65' - إيمرتون 73' - فاليري 82' - كروز 83' |

### مباراة تحديد المركز الثالث
| أوزبكستان                 | 2–3 | كوريا الجنوبية                           |
| ------------------------- | --- | ---------------------------------------- |
| - غينريخ 45' (ركلة.)، 53' |     | - كو جا-تشيول 18' - جي دونغ-وون 28'، 39' |

### النهائي
| أستراليا | 0–1 (ب.و.إ.) | اليابان   |
| -------- | ------------ | --------- |
|          | تقرير        | - لي 109' |

## الجوائز

### الفائز
| فائز كأس آسيا 2011        |
| ------------------------- |
| · اليابان · للمرة الرابعة |

### الجوائز الفردية
| أفضل هداف   | اللاعب الأكثر قيمة | جائزة اللعب النظيف |
| ----------- | ------------------ | ------------------ |
| كو جا-تشيول | كيسوكي هوندا       | كوريا الجنوبية     |

## الهدافون
برصيد خمسة أهداف، كان غو جا تشول أفضل هداف في البطولة. في المجموع، تم تسجيل 90 هدفًا من قبل 60 لاعبا مختلفًا، مع احتساب ثلاثة منهم كأهداف في مرماهم.
5 أهداف:
- غو جا تشول

4 أهداف:
| - إسماعيل عبد اللطيف | - جي دونغ وون |  |

3 أهداف:
| - هاري كيول - ريويتشي مايدا | - شينجي أوكازاكي | - ألكساندر غينريخ |

هدفان:
| - تيم كاهيل - ميلي يديناك - فوزي عايش - سونيل تشيتري | - شينجي كاغاوا - يوسف أحمد - فابيو سيزار مونتيزين - عبد الرزاق الحسين | - عادل أحمدوف - أولوغبيك باكاييف - سرفر جباروف |

هدف:
| - ديفيد كارني - بريت إيمرتون - بريت هولمان - روبي كروز - ساشا أوغنينوفسكي - كارل فاليري - دينغ زهوزيانغ - هاو جونمين - يو هاي - زهانغ لينبينغ - غورمانجي سينغ - آرش افشین - كريم أنصاريفرد - إيمان مبعلي | - محمد نوري (لاعب كرة قدم) - غلام رضا رضائي - كرار جاسم - يونس محمود - ماكوتو هاسيبه - كيسوكي هوندا - هاجيمي هوسوغاي - ماساهيكو إينوها - تاداناري لي - مايا يوشيدا - حسن عبد الفتاح - بهاء عبد الرحمن - عدي الصيفي | - بشار بني ياسين - بدر المطوع - محمد السيد - بلال محمد - سباستيان سوريا - تيسير الجاسم - هوانغ جاي-وون - غي سونغ يونغ - سون هيونغ مين - يون بيت غارام - فراس الخطيب - محمد زينو - ماكسيم شاتسكيخ |

هدف عكسي:
| - علي دياب (للأردن) |

هدفين عكسيين:
| - وليد عباس (للعراق وإيران) |

### فريق المسابقة
| حارس المرمى                      | المدافعون                                                                                       | لاعبو الوسط                                                                                         | المهاجمون                                     |
| -------------------------------- | ----------------------------------------------------------------------------------------------- | --------------------------------------------------------------------------------------------------- | --------------------------------------------- |
| جونغ سونغ-ريونغ (كوريا الجنوبية) | يوتو ناغاتومو (اليابان) لوكاس نيل (أستراليا) عادل أحمدوف (أوزبكستان) تشا دو-ري (كوريا الجنوبية) | كيسوكي هوندا (اليابان) ماكوتو هاسيبه (اليابان) كو جا-تشيول (كوريا الجنوبية) سرفر جباروف (أوزبكستان) | شينجي أوكازاكي (اليابان) هاري كيول (أستراليا) |

## المراكز النهائية
وفقا للاتفاقية الإحصائية في كرة القدم، يتم احتساب المباريات التي تم تحديدها في وقت إضافي على أنها انتصارات وخسائر، بينما يتم احتساب المباريات التي يقررها ركلات جزاء ترجيحية على أنها تعادلات.
| الترتيب                      | الفريق                   | لعب | فاز | تعادل | خسر | أ.ل | أ.ع | ف.أ | النقاط | نسبة الحصول على 18 نقطة |
| ---------------------------- | ------------------------ | --- | --- | ----- | --- | --- | --- | --- | ------ | ----------------------- |
| 1                            | اليابان                  | 6   | 4   | 2     | 0   | 14  | 6   | +8  | 14     | 77.8%                   |
| 2                            | أستراليا                 | 6   | 4   | 1     | 1   | 13  | 2   | +11 | 13     | 72.2%                   |
| 3                            | كوريا الجنوبية           | 6   | 4   | 2     | 0   | 13  | 7   | +6  | 14     | 77.8%                   |
| 4                            | أوزبكستان                | 6   | 3   | 1     | 2   | 10  | 13  | −3  | 10     | 55.6%                   |
| الخروج من ربع النهائي        |                          |     |     |       |     |     |     |     |        |                         |
| 5                            | إيران                    | 4   | 3   | 0     | 1   | 6   | 2   | +4  | 9      | 75.0%                   |
| 6                            | الأردن                   | 4   | 2   | 1     | 1   | 5   | 4   | +1  | 7      | 58.3%                   |
| 7                            | قطر                      | 4   | 2   | 0     | 2   | 7   | 5   | +2  | 6      | 50.0%                   |
| 8                            | العراق                   | 4   | 2   | 0     | 2   | 3   | 3   | 0   | 6      | 50.0%                   |
| تم إقصاؤه من مرحلة المجموعات |                          |     |     |       |     |     |     |     |        |                         |
| 9                            | الصين                    | 3   | 1   | 1     | 1   | 4   | 4   | 0   | 4      | 44.4%                   |
| 10                           | البحرين                  | 3   | 1   | 0     | 2   | 6   | 5   | +1  | 3      | 33.3%                   |
| 11                           | سوريا                    | 3   | 1   | 0     | 2   | 4   | 5   | −1  | 3      | 33.3%                   |
| 12                           | كوريا الشمالية           | 3   | 0   | 1     | 2   | 0   | 2   | −2  | 1      | 11.1%                   |
| 13                           | الإمارات العربية المتحدة | 3   | 0   | 1     | 2   | 0   | 4   | −4  | 1      | 11.1%                   |
| 14                           | الكويت                   | 3   | 0   | 0     | 3   | 1   | 7   | −6  | 0      | 0.0%                    |
| 15                           | السعودية                 | 3   | 0   | 0     | 3   | 1   | 8   | −7  | 0      | 0.0%                    |
| 16                           | الهند                    | 3   | 0   | 0     | 3   | 3   | 13  | −10 | 0      | 0.0%                    |

### الرعاة
| الرعاة الرسميون | الداعمون الرسميون                                                           |
| --- | --------------------------------------------------------------------------- |
| \| - كونتينينتال أيه جي - طيران الإمارات - سيكو إبسون - كونيكا مينولتا \| - قطر للبترول - سامسونج - توشيبا - تويوتا \| | - صحيفة أساهي - فاميلي مارت - هيونداي للصناعات الثقيلة - نايكي - شركة نيكون |
| - كونتينينتال أيه جي - طيران الإمارات - سيكو إبسون - كونيكا مينولتا                                                    | - قطر للبترول - سامسونج - توشيبا - تويوتا                                   |

## الموسيقى الرسمية
ولتسويق الحدث، اختار المنظمون شعار "يلا آسيا" مع أغنية غناها فنانون عالميون جاي شون وكارل وولف، بمشاركة راديكا فيكاريا.
يلا آسيا من تأليف راديكا فيكاريا، ماكس هيرمان وزليخة الفاسي. أنتج ماكس هيرمان الرقم القياسي لمشاريع زول 2011.

## الشواغل والجدل
لم تكن كأس آسيا 2011 بدون جدال بسبب تزايد القلق إزاء الحشود الشديدة الانخفاض في معظم مباريات كأس آسيا التي لا تضم دولة قطر المضيفة. وكان متوسط الحضور فقط 12،006، أي أقل بكثير مما كان عليه الحال في دورات كأس آسيا السابقة. وكان لدى كل من كوريا الشمالية والإمارات العربية المتحدة أدنى عدد من الحضور بحضور نحو 3،000 و6،000 على التوالي. وقد شهدت المباراة النهائية بين اليابان وأستراليا ما يتراوح بين 3،000 و10،000 من المشجعين ذوي التذاكر الصحيحة الذين مُنعوا من دخول الملعب، وهو ما زُعم، بعد ذلك، أنه أثار مناوشات صغيرة بين المشجعين، «كان التعامل معها بشكل سيئ إلى حد لا يصدق. وهناك أطفال وأسر، لا تسبب أية مشكلة، تواجهها شرطة مكافحة الشغب ويقال لهم أنهم لن يدخلوا،» وفقاً لما قاله أندي ريتشاردسون، مراسل الجزيرة الرياضية. وذكر الاتحاد الآسيوي أن البوابات أغلقت في وقت مبكر من أجل الشواغل الأمنية، ولم يتوقع المنظمون تدفقاً من المشجعين اليابانيين والأستراليين. وعرضت اللجنة التنظيمية إعادة نقود جميع التذاكر التي لم تسترد عند المباراة.
بعد تنظيم الألعاب الآسيوية 2006، خضعت هذه الكأس الآسيوية للمراقبة عن كثب باعتبارها مؤشرًا لمعرفة ما إذا كانت قطر تتكيف مع استضافة دورة دولية كبرى لكرة القدم استعدادًا لكأس العالم 2022 في قطر.

## وصلات خارجية
- AFC Asian Cup 2011 Official Site (Archived)
- 2011 AFC Asian Cup at soccerway.com

قالب:AFC Asian Cup 2011